# Cristie Kerr

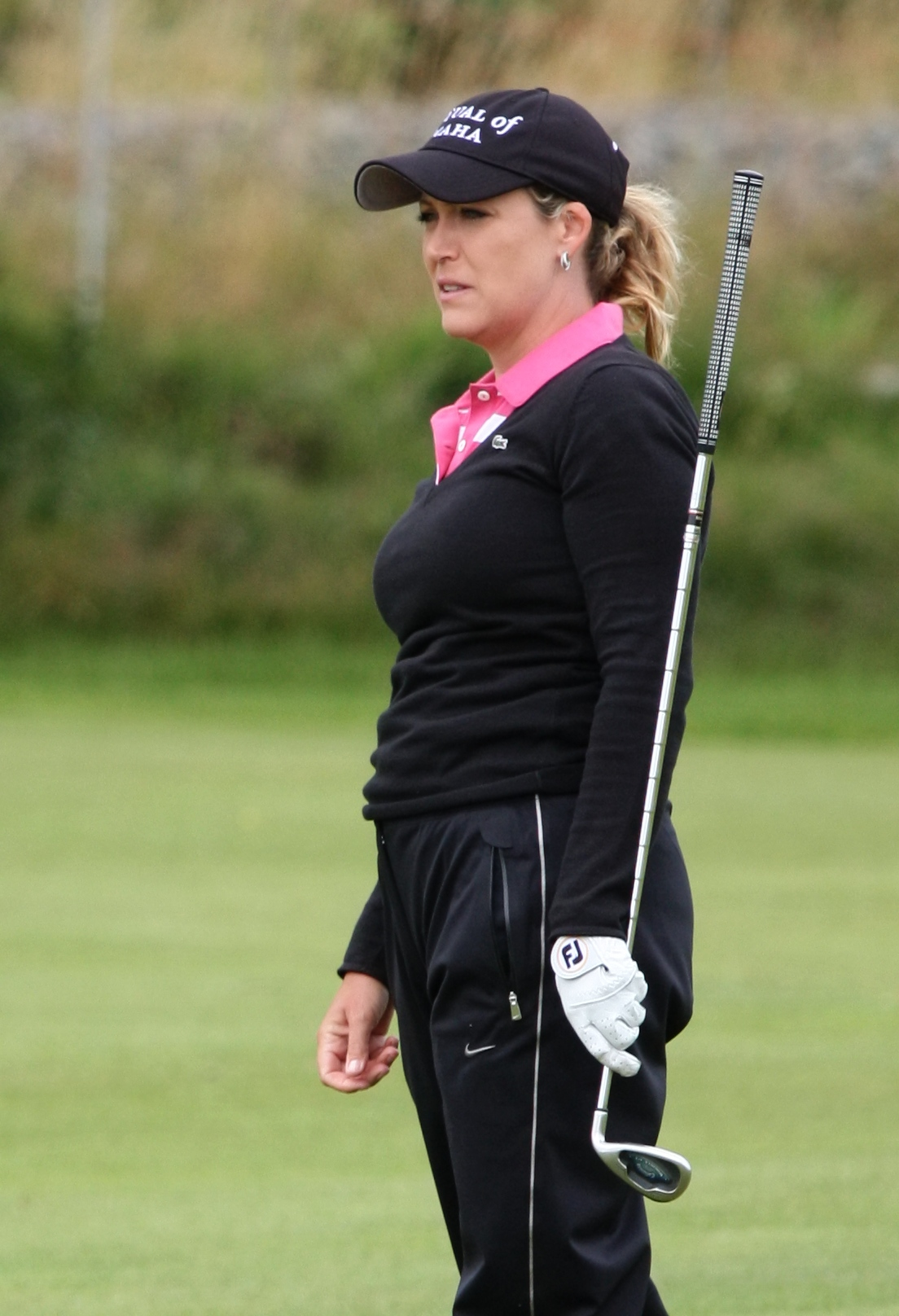
Cristie Kerr en el Abierto Británico Femenino de Golf 2009

Cristie Kerr (Miami, Florida, Estados Unidos, 12 de octubre de 1977) es una golfista estadounidense que compite en el LPGA Tour desde 1997. Ha logrado 17 victorias y 158 top 10 a lo largo de su carrera. Acabó segunda en las temporadas 2009 y 2011, tercera en 2005 y 2010, quinta en 2004 y 2006, y sexta en 2007.
Kerr ha ganado dos torneos mayores: el Abierto de Estados Unidos de 2007 y el Campeonato de la LPGA de 2010. Además, fue segunda en el Abierto de Estados Unidos de 2000 y tercera en 2009 y 2011, segunda en el Abierto Británico de 2006, tercera en el Campeonato de la LPGA de 2011, segunda en el Campeonato Kraft Nabisco de 2009 y tercera en 2002 y 2005.
En total, ha conseguido 18 top 5 y 23 top 10 en torneos mayores. Otros triunfos de Kerr han sido en el Abierto de Canadá de 2006 y el Campeonato de Kingsmill de 2005, 2009 y 2013.
Por otra parte, Kerr ha disputado ocho ediciones de la Copa Solheim con la selección de Estados Unidos, logrando 17,5 puntos en 34 partidos. También jugó la Copa Lexus de 2007 y 2008 con la selección internacional, logrando tres victorias en seis partidos.